# Conradin Cathomen
Conradin Cathomen (Laax, 2 giugno 1959) è un ex sciatore alpino svizzero.

## Biografia
Discesista puro, Conradin Cathomen ottenne il primo successo internazionale vincendo la medaglia d'argento agli Europei juniores di Gällivare 1976; in Coppa del Mondo ottenne il primo piazzamento di rilievo il 15 dicembre 1980 sulla Saslong della Val Gardena, giungendo 15º.
Ai Mondiali di Schladming 1982 il 6 febbraio vinse la medaglia d'argento nella gara vinta dall'austriaco Harti Weirather; pochi giorni dopo, il 13 febbraio, salì per la prima volta sul podio anche in Coppa del Mondo, sulle nevi di Garmisch-Partenkirchen dove concluse 2º dietro al canadese Steve Podborski. Il 19 dicembre dello stesso anno conquistò la sua prima vittoria nel circuito, in Val Gardena; a fine stagione in Coppa del Mondo registrò il suo miglior piazzamento di carriera sia nella classifica generale (14º), sia in quella di discesa libera (2º, staccato di 3 punti dal vincitore Franz Klammer).
Il 10 gennaio 1983 a Val-d'Isère colse il suo secondo e ultimo successo in Coppa del Mondo. Ai XIV Giochi olimpici invernali di Sarajevo 1984, sua unica presenza olimpica, si classificò al 14º posto; giunse per l'ultima volta sul podio in Coppa del Mondo il 15 febbraio dello stesso anno, ancora in Val Gardena, stavolta dietro all'austriaco Helmut Höflehner. Partecipò ai Mondiali di Bormio 1985, classificandosi 8º; il 25 gennaio 1987 ottenne l'ultimo piazzamento in Coppa del Mondo della carriera a Kitzbühel, chiudendo 12º.

## Palmarès

### Mondiali
- 1 medaglia:
  - 1 argento (discesa libera a Schladming 1982)

### Europei juniores
- 1 medaglia[1]:
  - 1 argento (discesa libera a Gällivare 1976)

### Coppa del Mondo
- Miglior piazzamento in classifica generale: 14º nel 1983
- 8 podi (tutti in discesa libera):
  - 2 vittorie
  - 2 secondi posti
  - 4 terzi posti

#### Coppa del Mondo - vittorie
| Data             | Località    | Paese   | Specialità |
| ---------------- | ----------- | ------- | ---------- |
| 19 dicembre 1982 | Val Gardena | Italia  | DH         |
| 10 gennaio 1983  | Val-d'Isère | Francia | DH         |

Legenda:

DH = discesa libera

### Campionati svizzeri
- 1 medaglia (dati parziali, dalla stagione 1982-1983):
  - 1 oro (discesa libera[senza fonte] nel 1983)